# Mystrium camillae
Mystrium camillae är en myrart som beskrevs av Carlo Emery 1889. Mystrium camillae ingår i släktet Mystrium och familjen myror. Inga underarter finns listade i Catalogue of Life.

## Bildgalleri

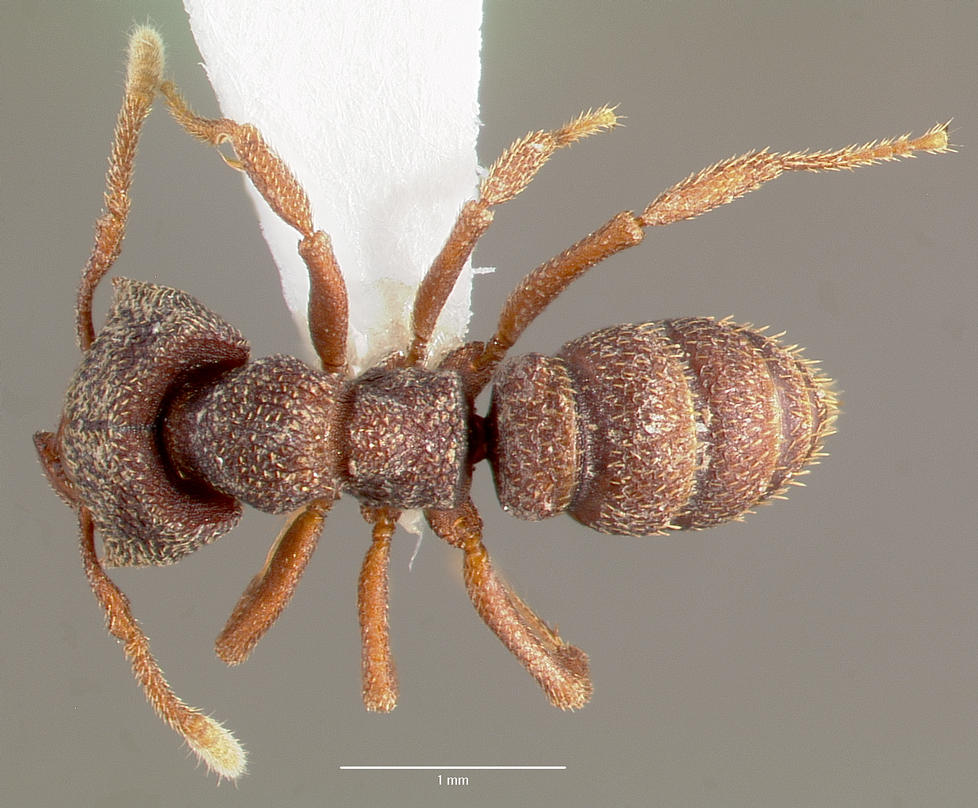
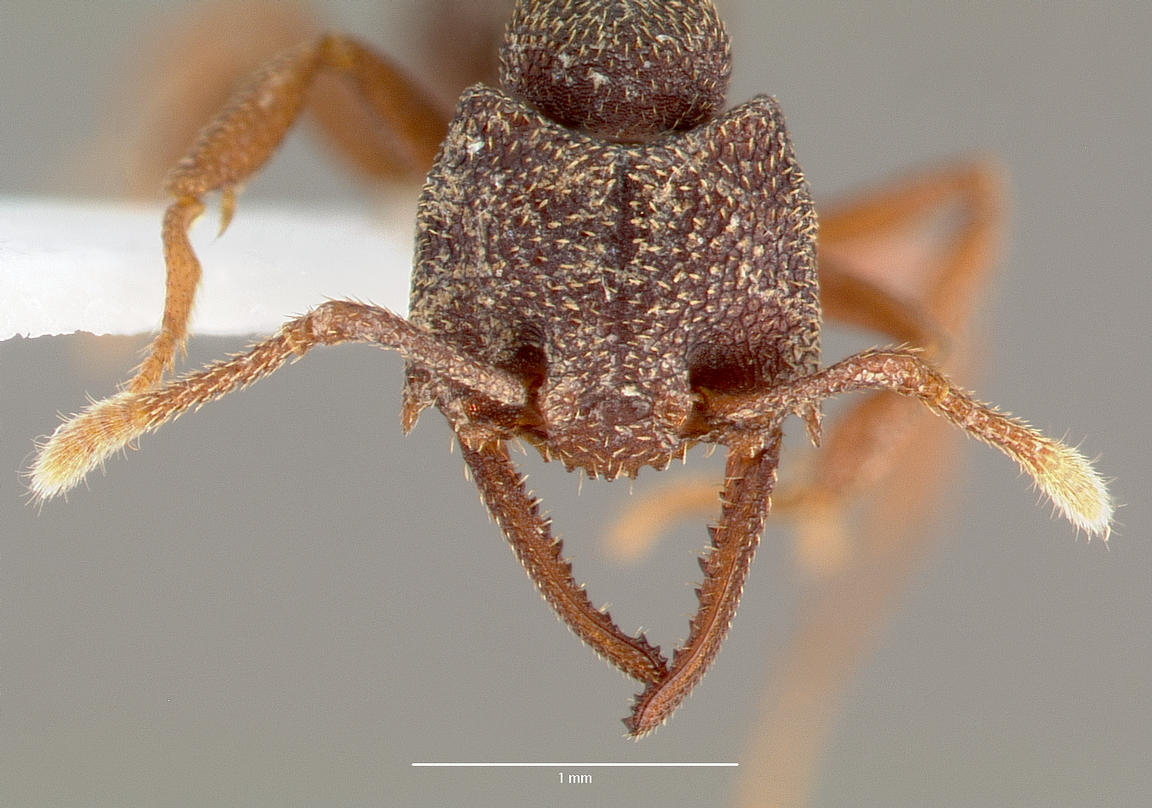
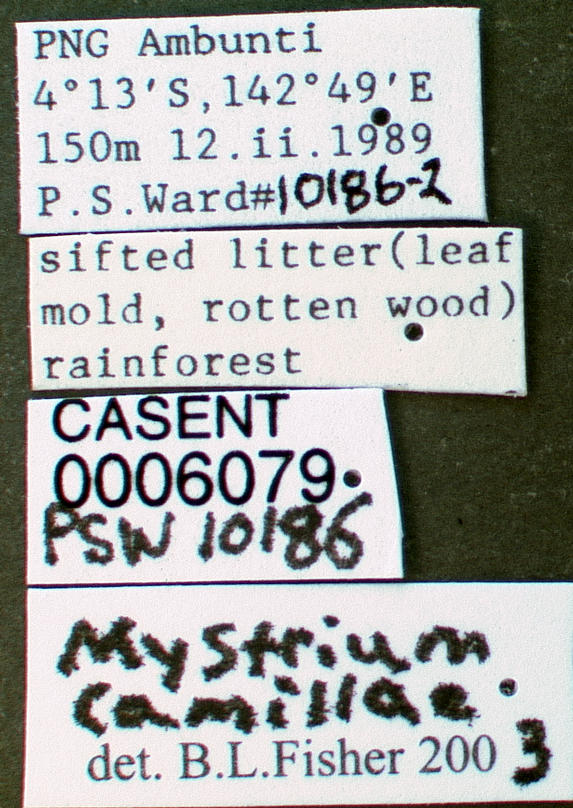
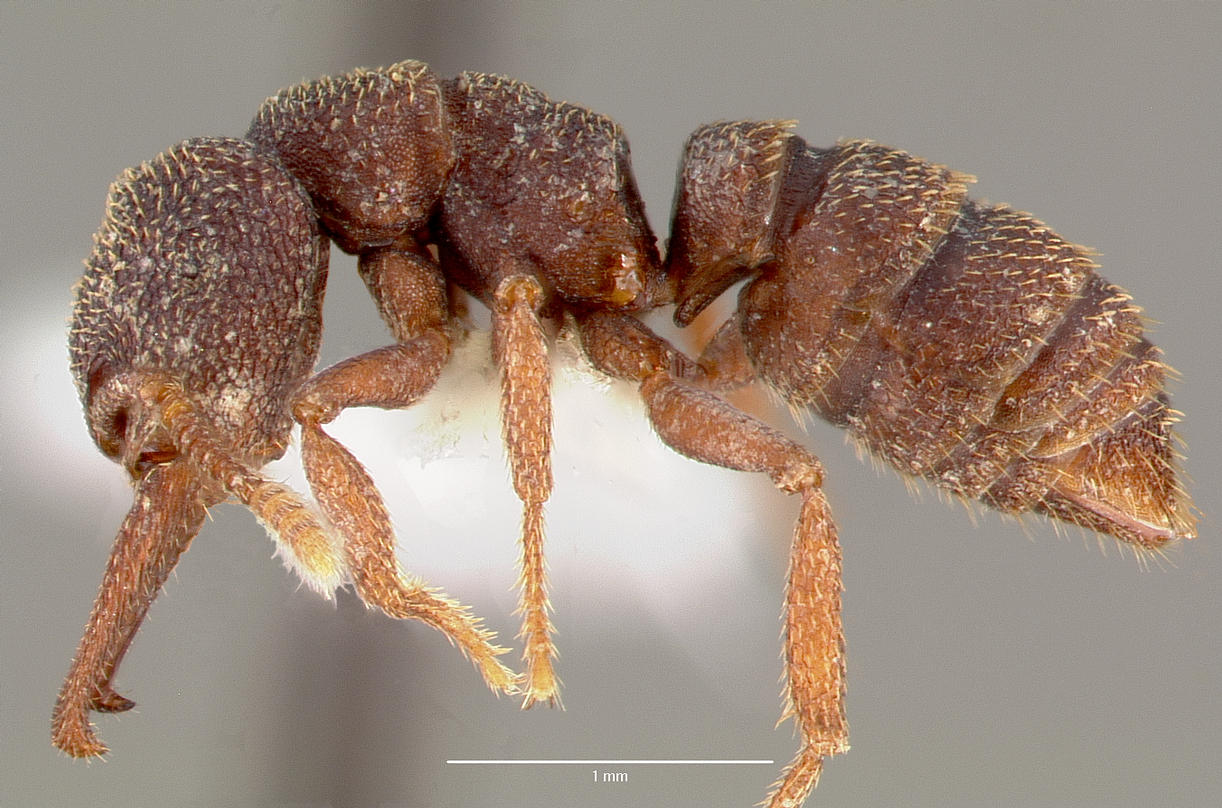
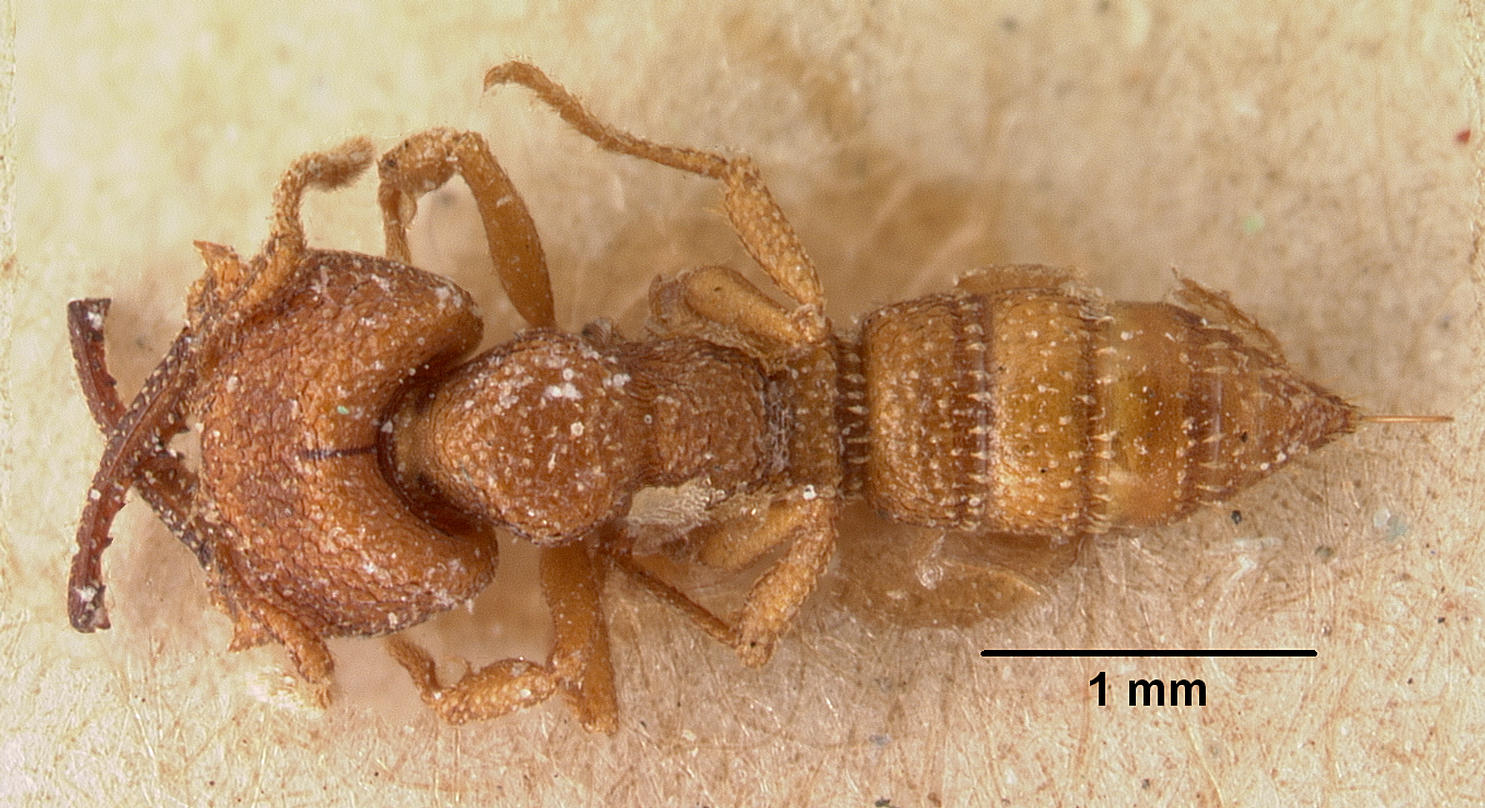
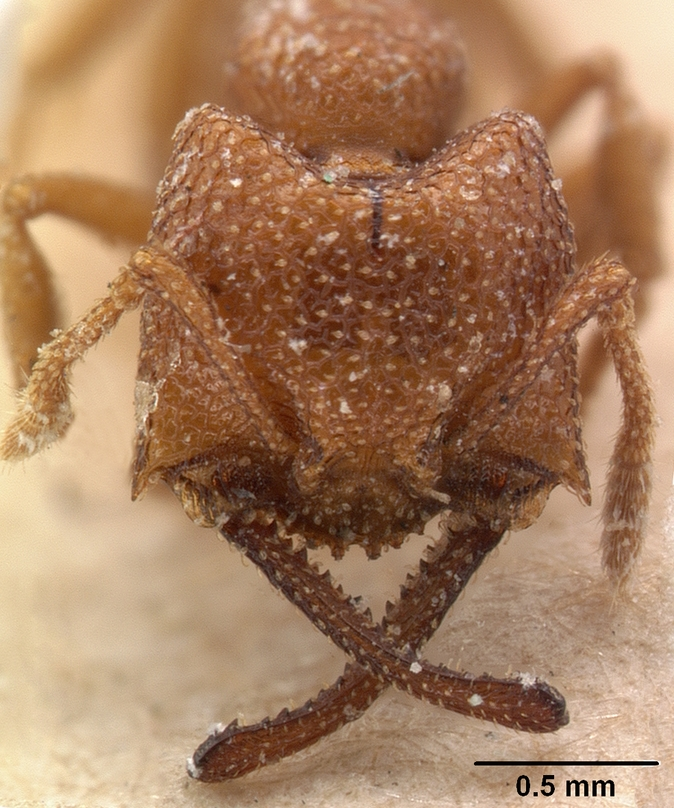